# Karl-Lohmann-Preis
Der Karl-Lohmann-Preis wird von der Gesellschaft für Biochemie und Molekularbiologie für besonders wichtige Arbeiten im Rahmen einer Promotion auf dem Gebiet der Biochemie verliehen. Er wird alle zwei Jahre an herausragende Nachwuchswissenschaftler (unter 35 Jahre) verliehen. Die Biochemische Gesellschaft der DDR, als deren Vorsitzender Karl Lohmann von 1962 bis 1965 wirkte, stiftete ihm zu Ehren diesen Preis. Seit der deutschen Wiedervereinigung wird er von der Gesellschaft für Biochemie und Molekularbiologie weitergeführt.

## Preisträger
- 1976 Tankred Schewe und Frank-Norbert Gellerich
- 1980 Hans-Jürgen Brömme, Wolfgang Höhne und Wolfram Lehmann
- 1982 Ekkehard Schön
- 1984 Hermann-Georg Holzhütter und Reinhard Wetzker
- 1987 Cornelia Schmalla
- 1989 Werner Siems, H. Kuhn, R. Wiesner und J. Belkner
- 1991 Ilme Schlichting und Volker Schellenberger
- 1993 Dirk Görlich
- 1995 Albert Haas und Elke Ueberham
- 1997 Heike Pahl und Markus Gröttrup
- 1999 Christian Sirrenberg
- 2001 Christian Hammann und Jochen Schmitz
- 2003 Dario Leister
- 2005 David Komander
- 2007 Monika M. Golas
- 2011 Alexander Bartelt
- 2013 Jörg Braun[2][3]
- 2015 Kathrin Leppek
- 2017 Tycho Mevissen
- 2019 Lucas Farnung[4]
- 2021 Christopher Reinkemeier
- 2023 Johannes Morstein